# David F. Sandberg

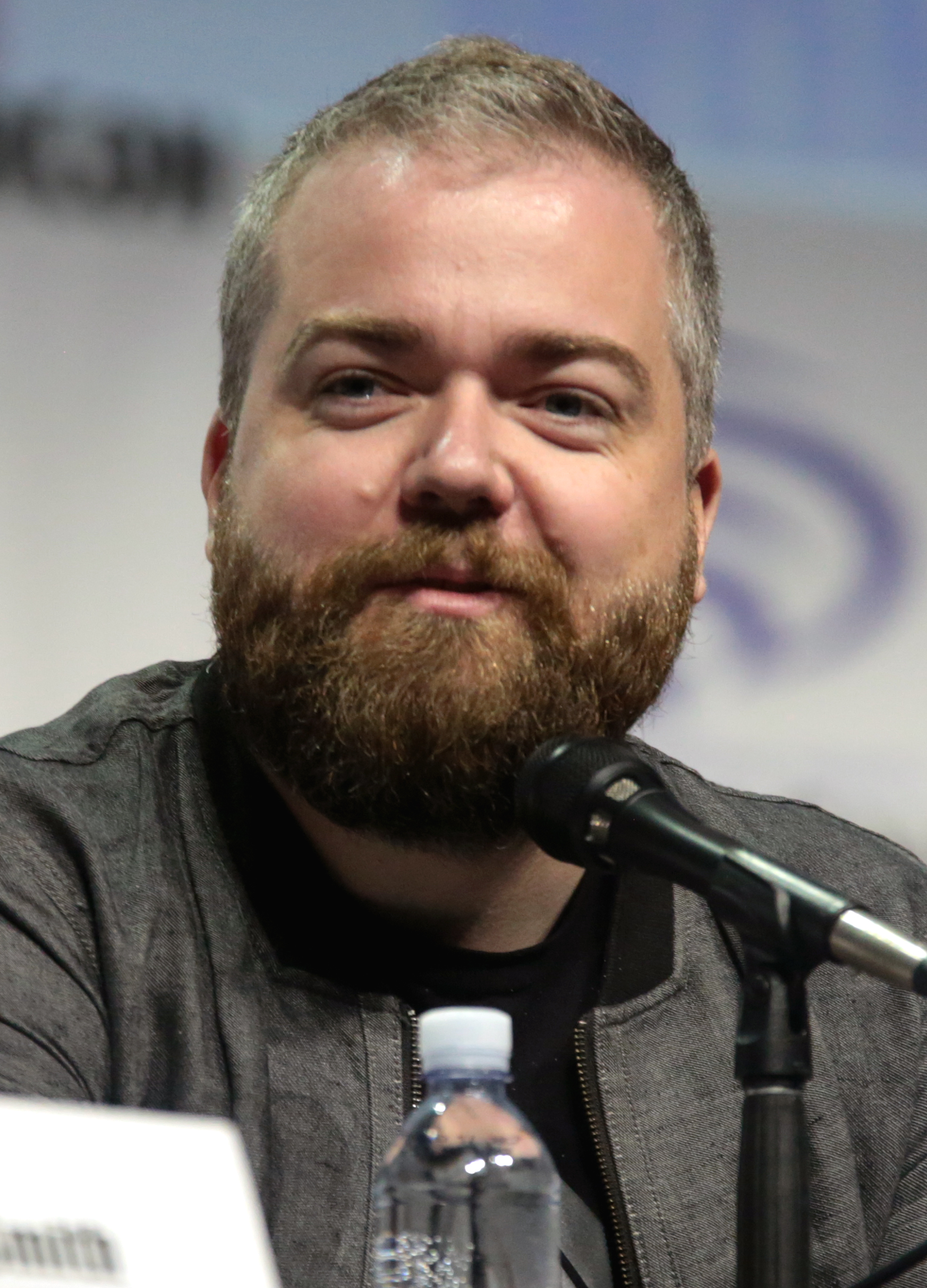
Sandberg im April 2017 auf der WonderCon in Anaheim, Kalifornien

David F. Sandberg (* 1981 in Jönköping) ist ein schwedischer Filmemacher, bekannt als Regisseur von Lights Out, Annabelle 2 und Shazam!.

## Leben
Sandberg begann seine Karriere als Filmemacher mit selbstproduzierten No-Budget-Kurzfilmen, die er unter anderem auf YouTube veröffentlichte. Sein Kurzfilm Lights Out wurde bisweilen mehrere Millionen Mal abgerufen, sodass der Regisseur und Produzent James Wan auf Sandberg aufmerksam wurde und eine Langfassung für das Kino mit Sandberg als Regisseur produzierte. Sein zweiter Spielfilm Annabelle 2, ebenfalls von Wan produziert, wurde 2017 veröffentlicht. Darüber hinaus übernahm er die Regie zur Comicverfilmung Shazam!, dessen Veröffentlichung im April 2019 stattfand. Zudem ist Lights Out 2 erneut mit Sandberg als Regisseur angekündigt worden.
Sandberg lebt mit seiner Frau Lotta Losten gegenwärtig in Los Angeles, Kalifornien.

## Filmografie (Auswahl)
- 2013: Cam Closer (Kurzfilm)
- 2013: Lights Out (Kurzfilm)
- 2014: Pictured (Kurzfilm)
- 2014: Not So Fast (Kurzfilm)
- 2014: Coffer (Kurzfilm)
- 2014: See You Soon (Kurzfilm)
- 2015: Attic Panic (Kurzfilm)
- 2016: Closet Space (Kurzfilm)
- 2016: Lights Out
- 2017: Annabelle 2 (Annabelle: Creation)
- 2019: Shazam!
- 2023: Shazam! Fury of the Gods
- 2025: Until Dawn